# Ádám Marosi
Ádám Marosi (Budapest, 26 luglio 1984) è un pentatleta ungherese. 
Ha rappresentato l'Ungheria ai Giochi olimpici estivi di Londra 2012, in cui ha vinto il bronzo, Rio de Janeiro 2016, in cui si è classificato 12º, e Tokyo 2020, dove si è piazzato 6º.

## Palmarès
In carriera ha conseguito i seguenti risultati:
- Giochi olimpici:

Londra 2012: bronzo nell'individuale.
- Mondiali:

Budapest 2008: bronzo nella staffetta.
Londra 2009: oro nell'individuale e nella gara a squadre.
Chengdu 2010: bronzo nella gara a squadre.
Mosca 2011: oro nella staffetta, argento nella gara a squadre, bronzo nell'individuale.
Kaohsiung 2013: oro nella staffetta.
Varsavia 2014: oro a squadre.
Budapest 2019: argento a squadre.
Il Cairo 2022: oro nell'individuale e a squadre.
- Europei:

Albena 2004: oro nella staffetta.
Mosca 2008: argento nella gara a squadre, bronzo nella staffetta.
Lipsia 2009: argento nella staffetta, bronzo nell'individuale.
Debrecen 2010: oro nella staffetta.
Medway 2011: oro nella staffetta.
Sofia 2012: argento nella gara a squadre.
Drzonów 2013: oro nell'individuale e nella gara a squadre.
Minsk 2017: oro a squadre.
Székesfehérvár 2018: argento individuale e a squadre.